# تيراندو
تيراندو هي طريقة عزف مستخدمة في الغيتار الكلاسيكي والإيتار الفلامنكو. تيراندو في الإسبانية تعني «سحب» (باللغة الإنجليزية تسمى «ضربة حرة»). بعد النقر على الوتر، لا يمس الإصبع الوتر الأعلى من الوتر المعزوف عليه (أعلى مادياً) على الإيتار، كما هي طريقة العزف بأبوياندو.